# Vicente Aleixandre
Vicente Pío Marcelino Cirilo Aleixandre y Merlo (ur. 26 kwietnia 1898 w Sewilli, zm. 14 grudnia 1984 w Madrycie) – poeta hiszpański, przedstawiciel Pokolenia 27, laureat Nagrody Nobla w dziedzinie literatury za rok 1977.

## Życiorys

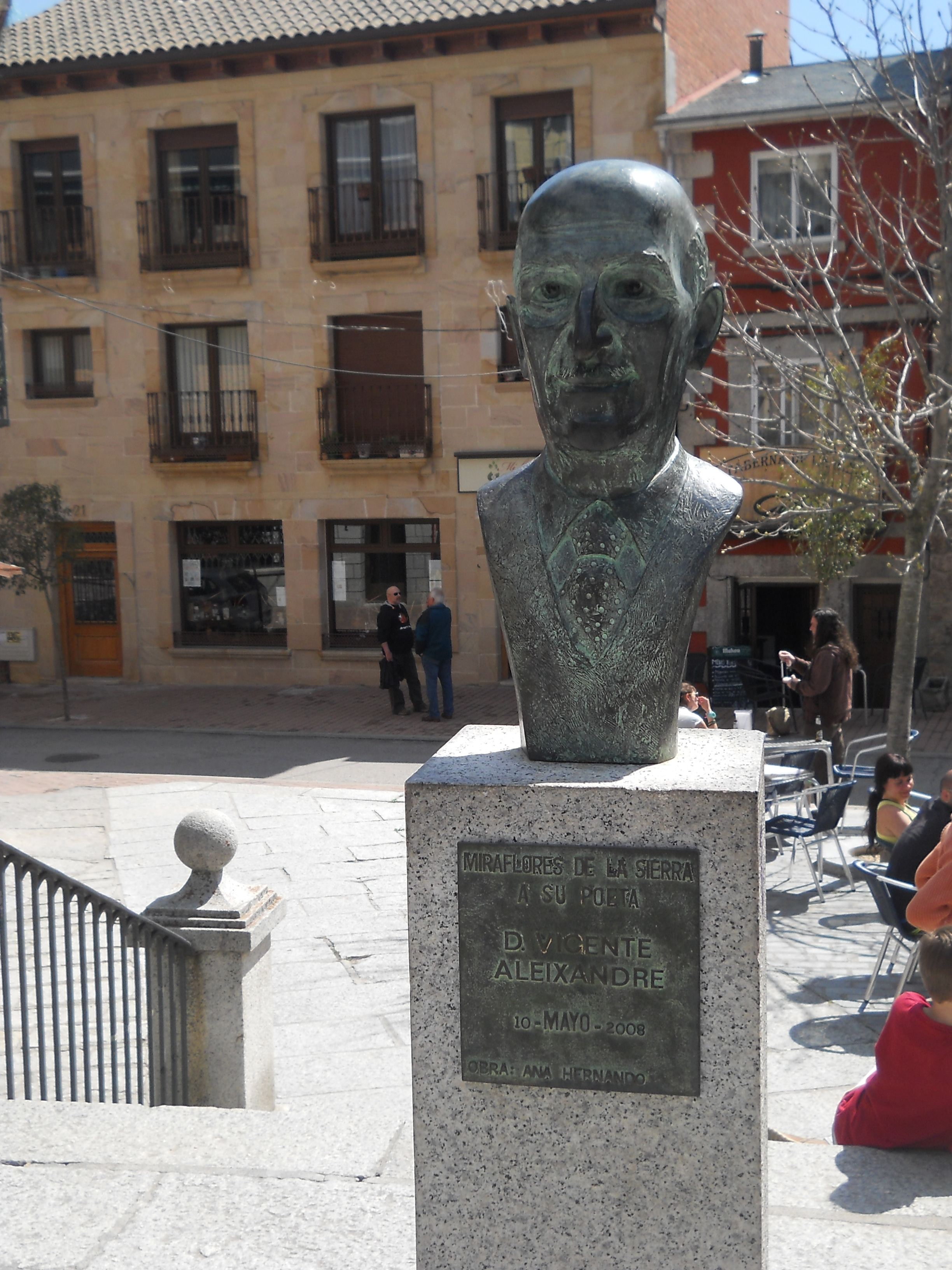
Popiersie Vicente Aleixandre, Miraflores de la Sierra

Vicente Aleixandre urodził się 26 kwietnia 1898 r. w Sewilli. Wczesne lata spędził w pobliskim mieście Maladze. Gdy miał jedenaście lat, przeniósł się z rodziną do Madrytu. Ukończył prawo i ekonomię na Uniwersytecie Madryckim. W 1917 r. poznał Dámaso Alonso, dyrektora Hiszpańskiej Akademii Królewskiej, który wprowadził go w świat poezji. W latach 1920–1922 pracował jako profesor prawa handlowego w Escuela de Comercio w Madrycie. W 1925 r. zachorował na gruźlicze zapalenie nerek. Zły stan zdrowia ostatecznie zmusił go do porzucenia kariery w dziedzinie prawa gospodarczego i skoncentrowania się na pisaniu poezji.
Pierwszą książkę, Obszar (Ámbito), wydał w 1928 r. Tomik wierszy nasiał w tradycji poésie pure, charakterystycznej dla poezji hiszpańskiej w latach 20. Mniej więcej w tym samym czasie Aleixandre zaczął współpracować z Pedro Salinasem, Federico Garcíą Lorcą, Jorge Guillénem i innymi poetami mieszkającymi w Madrycie, czego kulminacją był innowacyjny ruch literacki Pokolenie 27. Pisarze z tej grupy opowiadali się za poezją jako środkiem do odkrywania i zgłębiania relacji między rzeczywistością zewnętrzną a światem wewnętrznym poety i chociaż odrzucali sentymentalizm, w ich twórczości dominowała miłość.
W przeciwieństwie do większości pisarzy swojego pokolenia, Aleixandre pozostał w Hiszpanii podczas wojny domowej i późniejszego panowania dyktatora Francisco Franco. Chociaż nigdy nie był poetą politycznym, jego prace zostały zakazane w latach powojennych ze względu na antyfaszystowskie przekonania i niezależność od oficjalnego reżimu. Prace Aleixandre zostały przywrócone w latach 40. XX wieku. Od 1949 r. był członkiem Hiszpańskiej Akademii Królewskiej.
Aleixandre był inspiracją dla młodszych pokoleń hiszpańskich poetów, którzy widzieli w nim wielkiego mistrza. Wydał kilkanście tomów poezji a także prace krytyczne Poematy spełnienia (Poemas de la consumación, 1968) i Dialogi o poznaniu (Diálogos del conocimiento, 1974). Zmarł w 1984 r. w Madrycie.

## Nagroda Nobla
W 1977 r. otrzymał Nagrodę Nobla w dziedzinie literatury za „wybijającą się twórczość poetycką, która odzwierciedla sytuację człowieka w kosmosie i we współczesnym społeczeństwie i stanowi świadectwo odrodzenia hiszpańskiej poezji w okresie międzywojennym”.

## Wybrane dzieła
- Obszar (1928)
- Namiętności ziemskie (1935)
- Miecze jak wargi (1932)
- Zniszczenie albo śmierć
- Świat sam ze sobą (1950)
- Cień raju (1944)
- Historia serca (1954)
- W rozległej krainie (1962)
- Poematy spełnienia (1968)
- Dialogi o poznaniu (1974)